# Paura del buio (singolo)
Paura del buio è un singolo del cantautore italiano Mr. Rain, pubblicato il 19 aprile 2024 come sesto estratto dal quinto album in studio Pianeta di Miller.

## Descrizione
Il brano, scritto e composto dallo cantautore con Lorenzo Vizzini, è prodotto dallo stesso Mr. Rain.

## Video musicale
Il video musicale, diretto da Francesco Lorusso, è stato pubblicato il 1º marzo 2024 attraverso il canale YouTube del cantautore.

## Tracce
Testi e musiche di Mattia Balardi e Lorenzo Vizzini.
1. Paura del buio – 3:12